# Alfa Romeo Tonale
Alfa Romeo Tonale (Альфа Ромео Тоналє) — чотиридверний кросовер від італійського виробника автомобілів Alfa Romeo, концепт-кар якого представлений у березні 2019 року на Женевському автосалоні.
Серійний автомобіль дебютував 8 лютого 2022 року, а продажі почнуться в червні того ж року.

## Опис

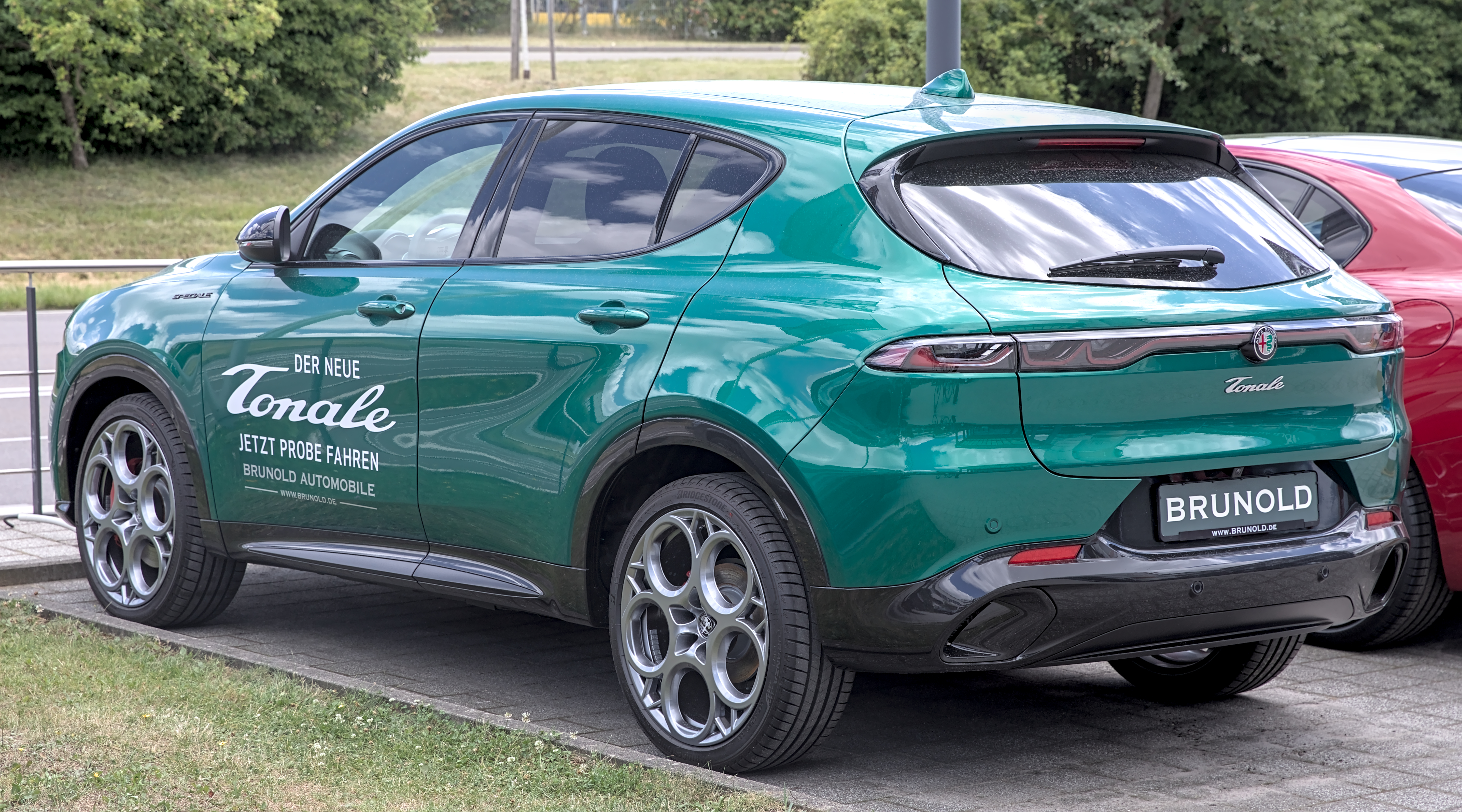
Alfa Romeo Tonale

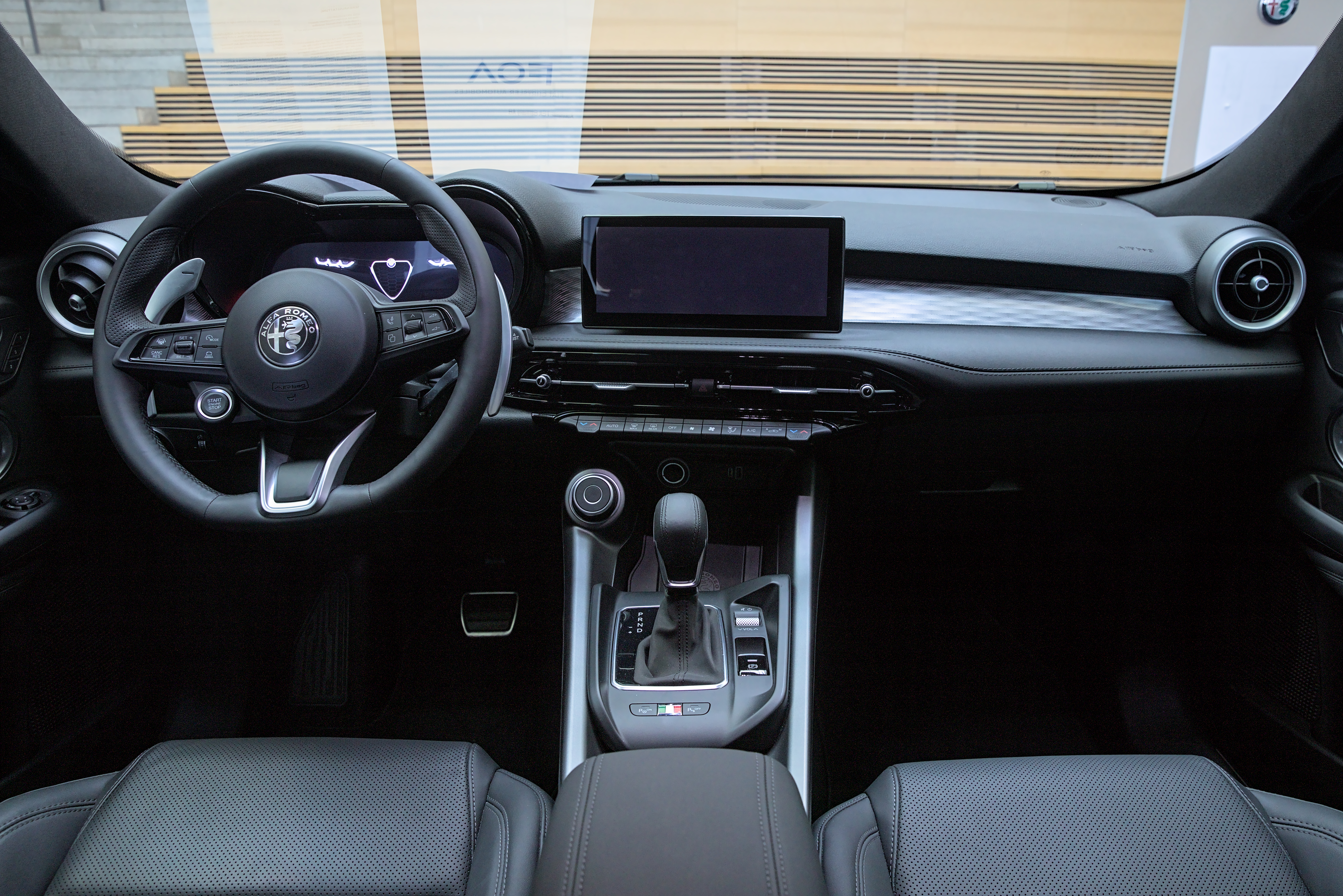

Tonale - це компактний позашляховик C-сегменту, який оснащений гібридною (PHEV) трансмісією від Jeep Renegade, з передньо встановленим бензиновим двигуном та заднім електромотором. Tonale має селектор водіння Alfa Romeo D.N.A з режимами: Режим подвійного живлення для максимальної продуктивності, Природний режим для повсякденного використання та Розширена настройка ефективності використовуватиме лише електричний привід. Кнопка E-mozione на сенсорному екрані додатково адаптує настройки дросельної заслінки, реакцію гальмування та відчуття кермового управління.
Автомобіль збудовано на платформі GM Fiat Small Wide 4×4. Передня і задня підвіски це стійки МакФерсон.
Тонале названа на честь гірського перевалу Тонале в Північній Італії. Спереду автомобіль має три плюс три світлодіодні фари, що нагадують такі на SZ та Brera.
Tonale отримав інформаційно-розважальну систему Uconnect 5 від Stellantis з 10,3-дюймовим центральним сенсорним екраном та 12,3-дюймовою цифровою панеллю приладів.

### Dodge Hornet

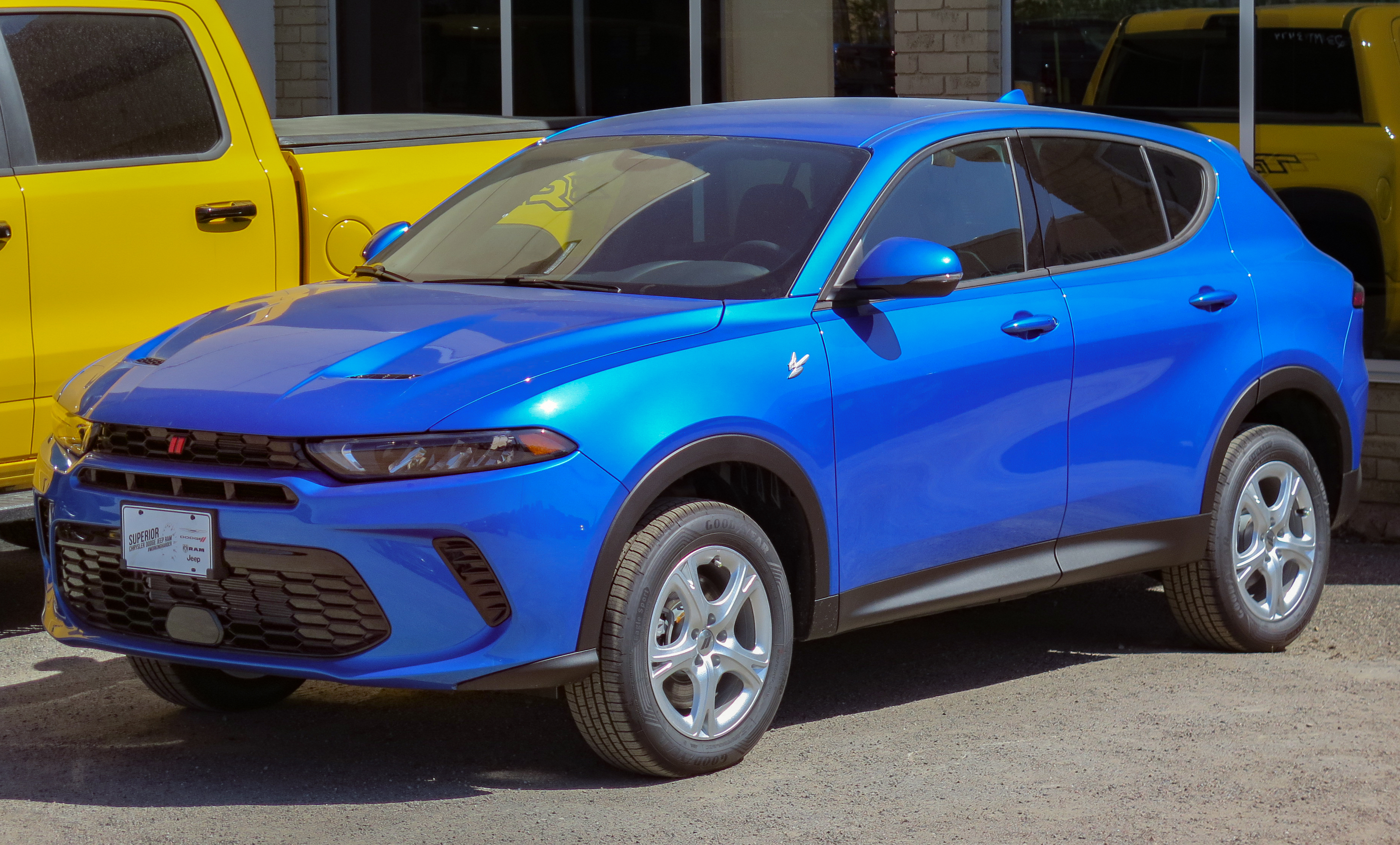
Dodge Hornet GT GLH

Hornet вийшов у серпні 2022 року для ринків США та Канади. Порівняно з Tonale, Hornet отримав оновлену передню частину, фари та задні ліхтарі, щоб відповідати іншим продуктам компанії Dodge. За ціною нижчою від Tonale пропонуються дві моделі: Hornet R/T plug-in hybrid і Hornet GT, які оснащені 1,3-літровим бензиновим гібридним двигуном і 2,0-літровим бензиновим двигуном з турбонаддувом, які продаються як «Hurricane4» відповідно. Він виготовляється поруч з Тонале в Італії. Генеральний директор бренду Тім Куніскіс оголосив про плани щодо більш потужної моделі Hornet GLH («Goes Like Hell»), назва якої нагадує Shelby GLH-S на базі Dodge Omni, перший американський гарячий хетчбек.

## Двигуни
Бензиновий:
- 2.0 L FCA GME turbo I4 260 к.с. 400 Нм

Бензинові hybrid:
- 1.3 L GSE T4 I4 PHEV + ззаду електродвигун FCA eMotor (4xe) 180 к.с. + 122 к.с. сумарна потужність 280 к.с.
- 1.5 L GSE Firefly Hybrid Turbo I4 130 к.с. 240 Нм
- 1.5 L GSE Firefly Hybrid VGT I4 160 к.с. 240 Нм

Дизельний:
- 1.6 L Fiat Multijet turbodiesel I4 130 к.с. 320 Нм